# Juliusz Surażski
Jeżeli edytujesz kod źródłowy, to aby uzyskać taki efekt: teoria, elektronem, Witolda Gombrowicza – twórz linki według składni: [[teoria]], [[elektron]]em, [[Witold Gombrowicz|Witolda Gombrowicza]].

Juliusz Surażski (ur. 28 marca 1910 w Łodzi, zm. 1996) – polski prawnik, sędzia wojskowy w okresie Polski Ludowej, major Ludowego Wojska Polskiego. W latach 1946–1955 pełnił funkcje sędziowskie w Wojskowych Sądach Rejonowych, w tym zastępcy szefa WSR w Warszawie (1953–1955).

## Życiorys

### Młodość i wykształcenie
Urodził się w Łodzi jako syn Józefa (Srula Chaima) i Frejdy Surażskich. Pochodził z rodziny żydowskiej. W czasie I wojny światowej przebywał z rodziną w Moskwie, następnie powrócił do Łodzi.
W 1928 roku ukończył Gimnazjum Humanistyczne Bogumiła Brauna w Łodzi. Studiował prawo na Wydziale Prawa Uniwersytetu Stefana Batorego w Wilnie, gdzie w 1933 roku uzyskał tytuł magistra. W okresie studiów utrzymywał się z pracy fizycznej i korepetycji.

### Okres przedwojenny
Po powrocie do Łodzi pracował dorywczo oraz udzielał korepetycji. W 1934 roku rozpoczął aplikanturę w Sądzie Okręgowym w Łodzi. Od końca 1935 roku ponownie utrzymywał się z korepetycji. W 1938 roku podjął pracę jako pomocnik buchaltera w firmie Polski Lloyd, a następnie w towarzystwie ubezpieczeniowym "Warta".

### II wojna światowa
We wrześniu 1939 roku prawdopodobnie uczestniczył w obronie Warszawy. Po zakończeniu kampanii wrześniowej przeniósł się do Białegostoku. Od kwietnia 1940 do czerwca 1941 roku pracował jako buchalter w Horodyszczu. Po agresji Niemiec na ZSRS został ewakuowany na wschód, gdzie pracował jako buchalter w okręgu niżnonowogrodzkim.
W 1941 roku został zmobilizowany do Armii Czerwonej. W maju 1943 roku wstąpił do formowanego Ludowego Wojska Polskiego. W lipcu 1944 roku ukończył Oficerską Szkołę Polityczno-Wychowawczą w Kiwercach. Do kwietnia 1946 roku służył w jednostkach artylerii, pełniąc funkcje zastępcy dowódcy baterii oraz lektora 8 Pułku Artylerii Haubic.

### Kariera w sądownictwie wojskowym

#### Początki służby sędziowskiej (1946–1949)
W kwietniu 1946 roku został przeniesiony do wojskowego wymiaru sprawiedliwości. Rozpoczął służbę jako asesor, następnie sędzia Wojskowego Sądu Rejonowego w Bydgoszczy (kwiecień–listopad 1946). W sierpniu 1948 roku został przeniesiony do Wojskowego Sądu Okręgowego nr 2 w Bydgoszczy, a w październiku tego samego roku objął stanowisko zastępcy szefa WSR w Kielcach.

#### Szef WSR w Kielcach i Lublinie (1949–1953)
Na początku 1949 roku został pełniącym obowiązki szefa WSR w Kielcach, a od maja 1949 do czerwca 1951 roku pełnił funkcję szefa tego sądu. Następnie został przeniesiony na analogiczne stanowisko do WSR w Lublinie, które zajmował do maja 1953 roku.

#### Zastępca szefa WSR w Warszawie (1953–1955)
3 maja 1953 roku objął stanowisko zastępcy szefa Wojskowego Sądu Rejonowego w Warszawie, które piastował do 6 maja 1955 roku. WSR w Warszawie był największym i najważniejszym spośród wojskowych sądów rejonowych działających w Polsce.

### Działalność orzecznicza
Jako zastępca szefa WSR w Warszawie przewodniczył składom sędziowskim w licznych procesach politycznych, w tym:
- w procesie grupy "Drzazga" (1953), gdzie przewodniczył składowi skazującemu Jerzego Stokowskiego na 4 lata więzienia (wyrok później podwyższono do 6 lat)
- w procesie Lecha Rajchela z Konspiracyjnego Wojska Polskiego, zakończonym wyrokiem śmierci wydanym w listopadzie 1953 roku

### Okres po 1955 roku
Po likwidacji Wojskowych Sądów Rejonowych w 1955 roku został przeniesiony do rezerwy w stopniu majora. Następnie kontynuował karierę w sądownictwie cywilnym, pracując do 1975 r. jako sędzia Sądu Wojewódzkiego m.st. Warszawy.

## Odznaczenia
- Srebrny Medal "Zasłużonym na Polu Chwały"
- Brązowy Medal "Siły Zbrojne w Służbie Ojczyzny"